# Проактивність
Проактивність — уявлення про природу психіки людини, що властиве, в першу чергу, гуманістичній психології.
Згідно з уявленнями про проактивність психіки людини, між подразниками, що впливають на людину і її реакцією на ці подразники лежить вільна незалежна воля. Тобто ми самі вибираємо свою реакцію на ті чи інші дії. Протилежністю проактивності є реактивність, коли вибір визначається зовнішніми обставинами, стимуляцією. 
Бути проактивною людиною означає, що людина усвідомила свої глибинні цінності та цілі і діє згідно зі своїми життєвими принципами, незалежно від умов та обставин.
Поняття проактивного використовується багатьма психологами.
Слово «проактивний» було вперше введено автором логотерапії Віктором Франклом у його книзі «Людина в пошуках сенсу» (написана за матеріалами перебування в нацистському концтаборі) для позначення особи, яка бере відповідальність за себе й своє життя, а не шукає причин для подій, що відбуваються з нею, в довколишніх людях та обставинах. Це слово в розумінні Франкла близьке до поняття інтернальності. У цьому розумінні поняття проактивного широко використовується в популярній літературі з менеджменту.
Одним з перших, хто поставив на перше місце особистості її активність, давши спеціальну назву - проактивність, як він її називає, на противагу постулату реактивності, на якому будується весь біхевіоризм, був Гордон Олпорт. Олпорт категорично не згоден з думкою більшості психологів, що приписують людині прагнення до гомеостазу, редукції напруги. Для нього людина - істота, що прагне до встановлення і збереження певного рівня напруги, а прагнення до скорочення напруги - ознака нездоров'я. 
Стівен Кові в книзі «7 звичок надзвичайно ефективних людей» назвав проактивність однією з необхідних навичок успішної людини.